# Hans Peter Holst
Hans Peter Holst (* 22. Oktober 1811 in Kopenhagen; † 2. Juni 1893) war dänischer Lyriker und Romanschriftsteller.

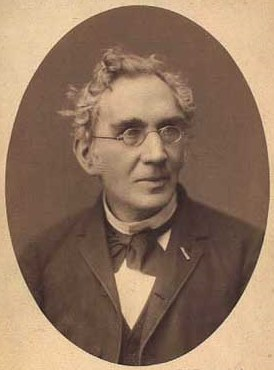
Hans Peter Holst

## Leben
Holst machte sich zuerst durch Beantwortung einer poetischen Preisaufgabe (1832) mit Frederik Paludan-Müller bekannt, weckte aber die allgemeine Aufmerksamkeit erst durch das Gedicht, das er beim Tod Friedrichs VI. zu dessen Ehrengedächtnis schrieb. Später hat er sowohl als Dichter wie als Übersetzer den auf ihn gesetzten Hoffnungen Ehre gemacht. Am besten sind ihm Lied und Romanze gelungen, namentlich sein Zyklus Den lille Hornblaser, eine beliebte Dichtung, die Episoden aus dem Krieg von 1848 bis 1850 behandelt. Er beherrscht die Form mit ungemeiner Leichtigkeit; auch seine Prosa in Roman und Drama ist ungemein gewählt. Dagegen fehlt es ihm an der eigentlichen Originalität. Er war Gründer der Zeitschrift For Romantik og Historie (1868 ff.). Holst war 1836 bis 1861 Lehrer an der Kadettenakademie, redigierte einige Jahre die Berlingske Tidende und wurde 1875 Dramaturg am königlichen Theater.

## Werke
- Udvalgte Digte (1873)
- Erzählungen in Versen: Fra min Ungdom (Aus meiner Jugend, 2. Aufl. 1874)
- Romantisches Drama Gioacchino (1844)
- Noveller (1834)
- Sizilaniske Skizzer (1852)
- Reisebilder Ude og Hjemme